# Lauri Peters
Lauri Peters (* 2. Juli 1943 in Detroit, Michigan, als Patricia Peterson) ist eine US-amerikanische Schauspielerin und Tänzerin in Theater, Film und Fernsehen. Sie spielte in mehreren Kinofilmen wie Mr. Hobbs macht Ferien, Holiday für dich und mich oder Liebling.

## Leben und Karriere
Lauri Peters wurde 1943 in Detroit im Bundesstaat Michigan geboren. Als jugendliche Darstellerin etablierte sie sich schnell als Schauspielerin und Tänzerin in Rollen am Broadway in New York, darunter in den Broadway-Produktionen First Impressions und The Sound of Music im Jahr 1959, für Letztere erhielt sie 1960 eine Tony-Award-Nominierung in der Kategorie Best Supporting or Featured Actress in a Musical. Darüber hinaus sah man sie 1964 in dem Bühnenstück A Murderer Among Us und 1968 in der Aufführung von The House of Atreus.
Zu Beginn der 1960er Jahre startete sie auch eine Karriere als Schauspielerin in Film und Fernsehen. Im Kino sah man sie allerdings nur in wenigen Rollen. 1962 gab sie ihr Leinwanddebüt in Henry Kosters Familienkomödie Mr. Hobbs macht Ferien an der Seite von James Stewart, Maureen O’Hara und Fabian als Tochter Katey. Ein Jahr später sah man sie in dem Musical Holiday für dich und mich von Regisseur Peter Yates neben Sänger und Schauspielkollege Cliff Richard. 1968 drehte sie unter der Regie von Daniel Mann ihren letzten Kinofilm die romantische Komödie Liebling mit Sidney Poitier, Abbey Lincoln und Beau Bridges in den Hauptrollen.
Zu ihren Fernsehauftritten zählten zwischen 1963 und 1973 Auftritte in Episoden von bekannten Serien, darunter: The Nurses (1963), Rauchende Colts (1964), The Road West (1967), Ghost Story (1972) oder The Delphi Bureau (1973).
Von 1962 bis 1967 war sie mit dem US-amerikanischen Schauspieler Jon Voight verheiratet, den sie durch ihre Arbeit am Broadway kennenlernte.
Mit dem bekannten Schauspieler und Schauspiellehrer Sanford Meisner gründete sie 1993 an der New York University das Classical Studio & Meisner Extension, wo sie als künstlerische Leiterin und Lehrerin fungierte. Über die Techniken von Meisner schrieb sie auch ein Buch.

## Auszeichnungen
- 1960: Tony-Award-Nominierung in der Kategorie Best Supporting or Featured Actress in a Musical für ihre Rolle in der Broadway-Produktion The Sound of Music

## Filmografie (Auswahl)

### Kino
- 1962: Mr. Hobbs macht Ferien (Mr. Hobbs Takes a Vacation)
- 1963: Holiday für dich und mich (Summer Holiday)
- 1968: Liebling (For Love of Ivy)

### Fernsehen
- 1963: The Nurses (Fernsehserie, 1 Episode)
- 1964: Rauchende Colts (Fernsehserie, 2 Episoden)
- 1967: The Road West (Fernsehserie, 1 Episode)
- 1972: Ghost Story (Fernsehserie, 1 Episode)
- 1973: Search (Fernsehserie, 1 Episode)
- 1973: The Delphi Bureau (Fernsehserie, 1 Episode)